# Henryk Woźniakowski (matematyk)
Henryk Woźniakowski (ur. 31 sierpnia 1946) – polski matematyk, członek rzeczywisty Polskiej Akademii Nauk.

## Życiorys
W 1969 ukończył studia matematyczne na Uniwersytecie Warszawskim, tam doktoryzował się w 1972, habilitował w 1976. Tytuł profesora nauk matematycznych otrzymał w 1988. Pracuje w Instytucie Matematyki Stosowanej i Mechaniki Uniwersytetu Warszawskiego. W latach 1981–1984 był dziekanem Wydziału Matematyki i Mechaniki UW. Od 1984 jest równocześnie profesorem Columbia University.
Jest członkiem korespondentem Towarzystwa Naukowego Warszawskiego (od 1988) i członkiem korespondentem Polskiej Akademii Nauk (od 2007).
W 2006 otrzymał Humboldt Research Award, w 2008 doktorat honoris causa Friedrich-Schiller-Universität w Jenie, w 2013 Nagrodę im. Stefana Banacha, w 2016 doktorat honoris causa Uniwersytetu Kardynała Stefana Wyszyńskiego w Warszawie.
Jest specjalistą matematyki obliczeniowej, m.in. badał zagadnienia podatności dla zadań ciągłych z wielką liczbą zmiennych. Opublikował A General Theory of Optimal Algorithms (1980 – z Josephem F. Traubem), Information, Uncertainty, Complexity (1983 – z J.F. Traubem i Gregiem Wasilkowskim), Information-based Complexity (1988 – z J.F. Traubem i G. Wasilkowskim) Tractability of Multivariate Problems (tomy 1–3, 2008–2012 – razem z Erichem Novakiem).
Członek Akademickiego Klubu Obywatelskiego im. Prezydenta Lecha Kaczyńskiego w Poznaniu.